# 云南山楂
云南山楂（学名：Crataegus scabrifolia）为蔷薇科山楂属的植物，是中国的特有植物。分布于中国大陆的广西、云南、贵州、四川等地，生长于海拔1,500米至3,000米的地区，一般生于松林边灌木丛中及溪岸杂木林中，目前尚未由人工引种栽培。

## 别名
山林果（云南土名），大果山楂、酸冷果（广西土名）